# Tetricus von Langres
Tetricus von Langres (gest. 572/73) war von 539/40 bis zu seinem Tod Bischof von Langres.
Tetricus stammte aus einer vornehmen gallorömisch-senatorischen Familie, sein Vater war Gregor von Langres. Tetricus war einer seiner drei Söhne und der einzige namentlich bekannte. Er wurde als Nachfolger seines Vaters 539/40 Bischof von Langres und soll dieses Amt 33 Jahre bekleidet haben (vgl. Venantius Fortunatus, carmen 4,3). Wie schon sein Vater residierte er vornehmlich in Dijon. Tetricus nahm an den Konzilien von Orléans (549) und Paris (552) teil.
Gregor von Tours, ein späterer Verwandter, lässt in seinem Geschichtswerk dem Merowingerkönig Chilperich I. Tetricus zusammen mit Agroecula von Chalon und Nicetius von Lyon in einem Traum erscheinen (Gregor von Tours, Historien 8,5).